# Loučná pod Klínovcem
Loučná pod Klínovcem (bis 1947 Český Wiesenthal, deutsch Böhmisch Wiesenthal) ist eine Stadt im Ústecký kraj in Tschechien.

## Geographie

### Lage
Die Stadt  liegt in Westböhmen,  nördlich des Klínovec  (Keilberg) auf dem Kamm des mittleren Erzgebirges. Die Ortslage grenzt im Westen unmittelbar an das benachbarte Oberwiesenthal. Zwischen beiden Orten verläuft der Pöhlbach, der die Staatsgrenze zwischen Tschechien und Deutschland bildet.

### Stadtgliederung
Die Stadt Loučná pod Klínovcem besteht aus den Ortsteilen Háj (Stolzenhain) und Loučná (Böhmisch Wiesenthal), die zugleich auch Katastralbezirke bilden.

### Nachbarorte
|                             | Oberwiesenthal                                 | Vejprty (Weipert)       |
| Jáchymov (St. Joachimsthal) | Kompassrose, die auf Nachbargemeinden zeigt    | Kovářská (Schmiedeberg) |
|                             | Krásný Les (Schönwald), Stráž nad Ohří (Warta) | Perštejn (Pürstein)     |

## Geschichte

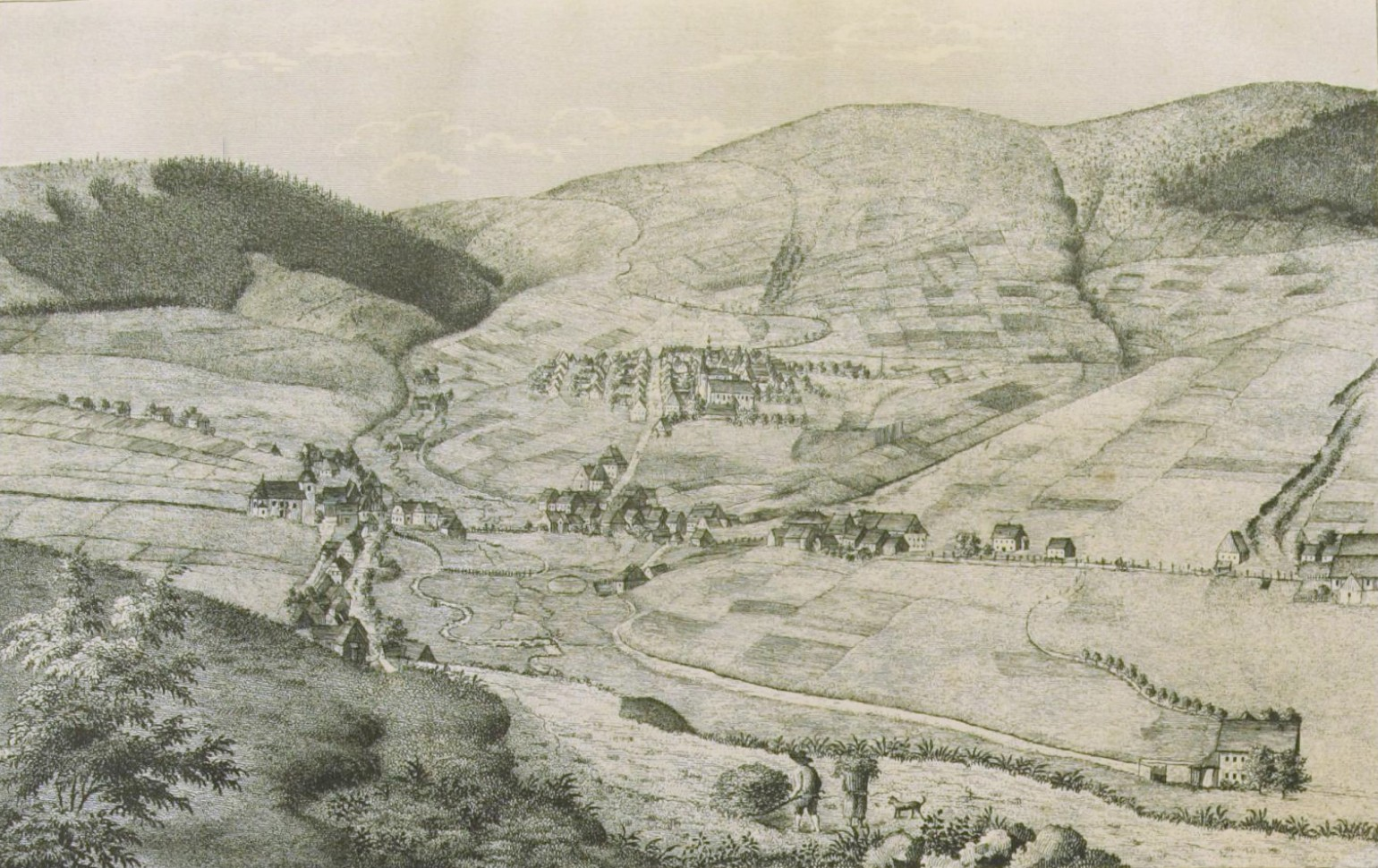
Böhmisch-, Ober- und Unterwiesenthal (1848)

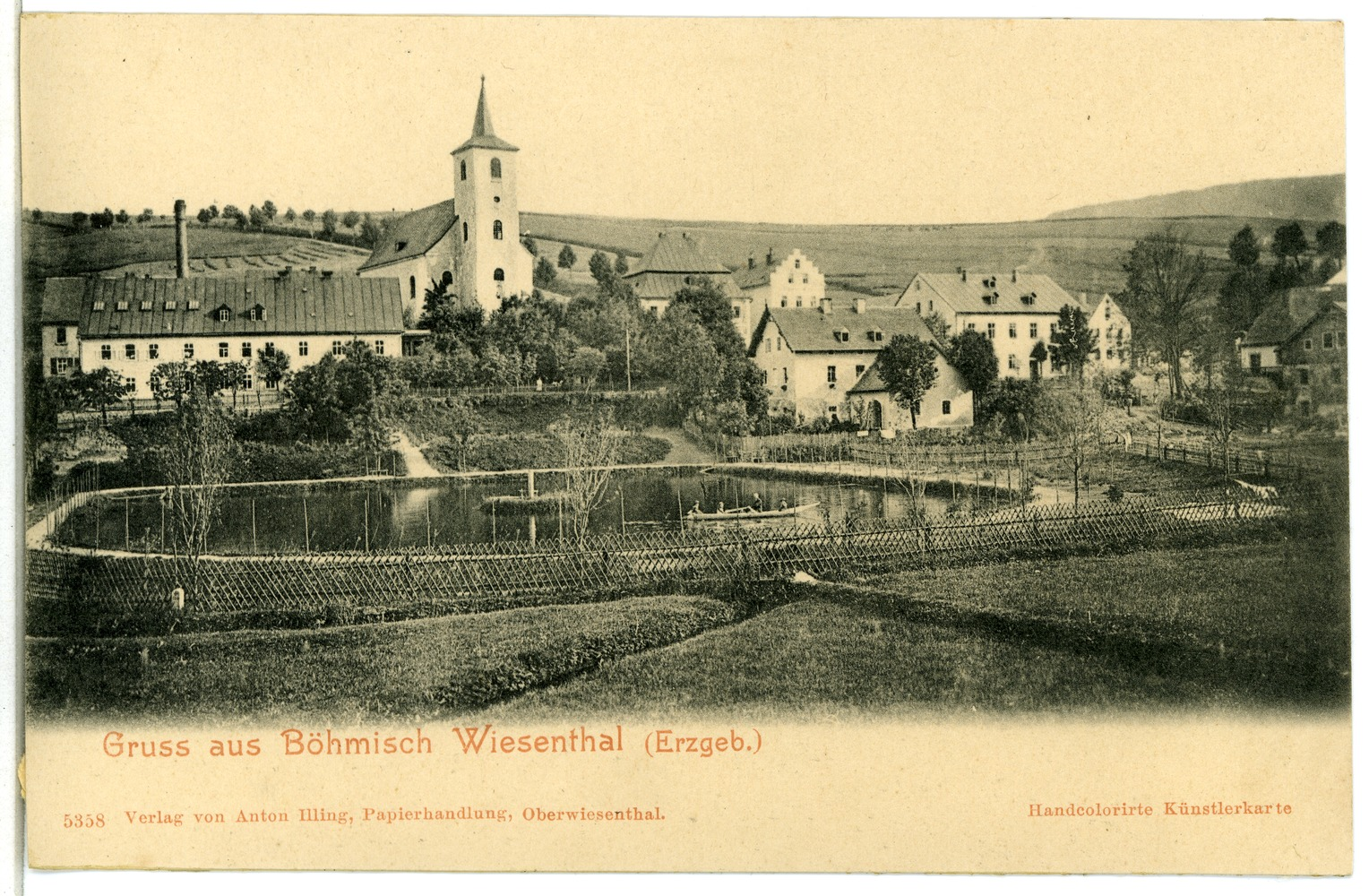
Ortsansicht mit Kirche (1904)

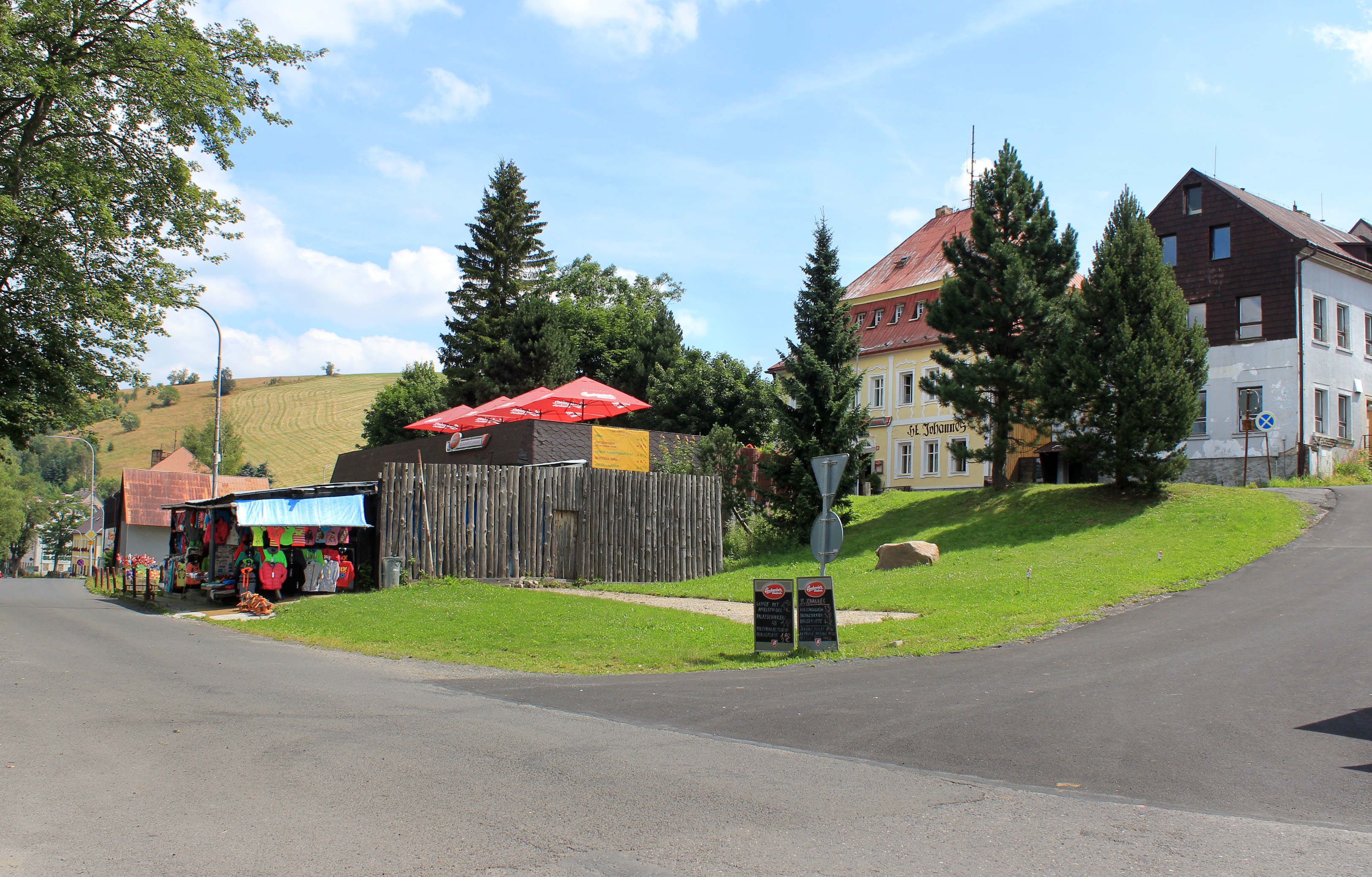
Häuser beim Ortskern

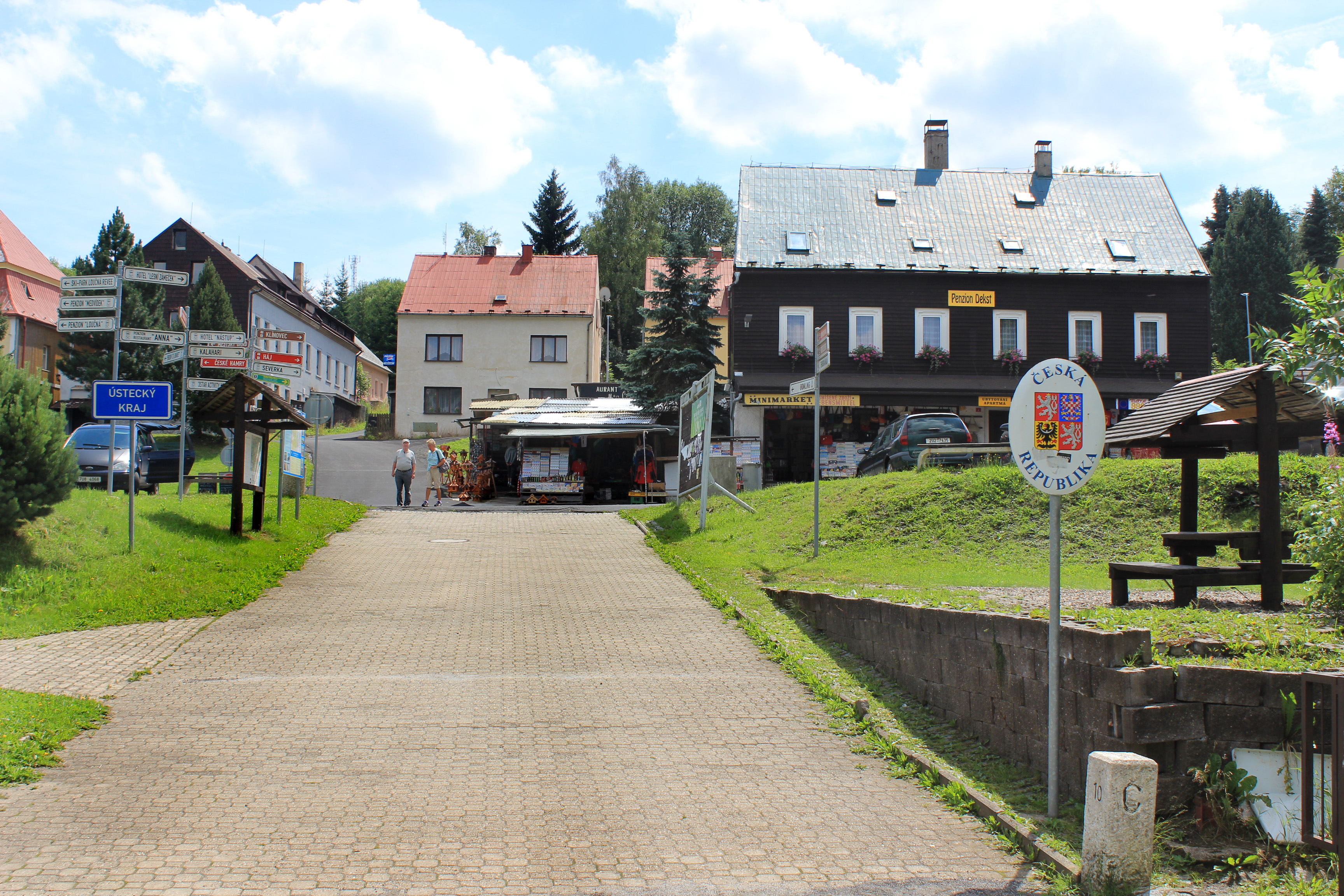
Ortskern vom Grenzübergang aus gesehen

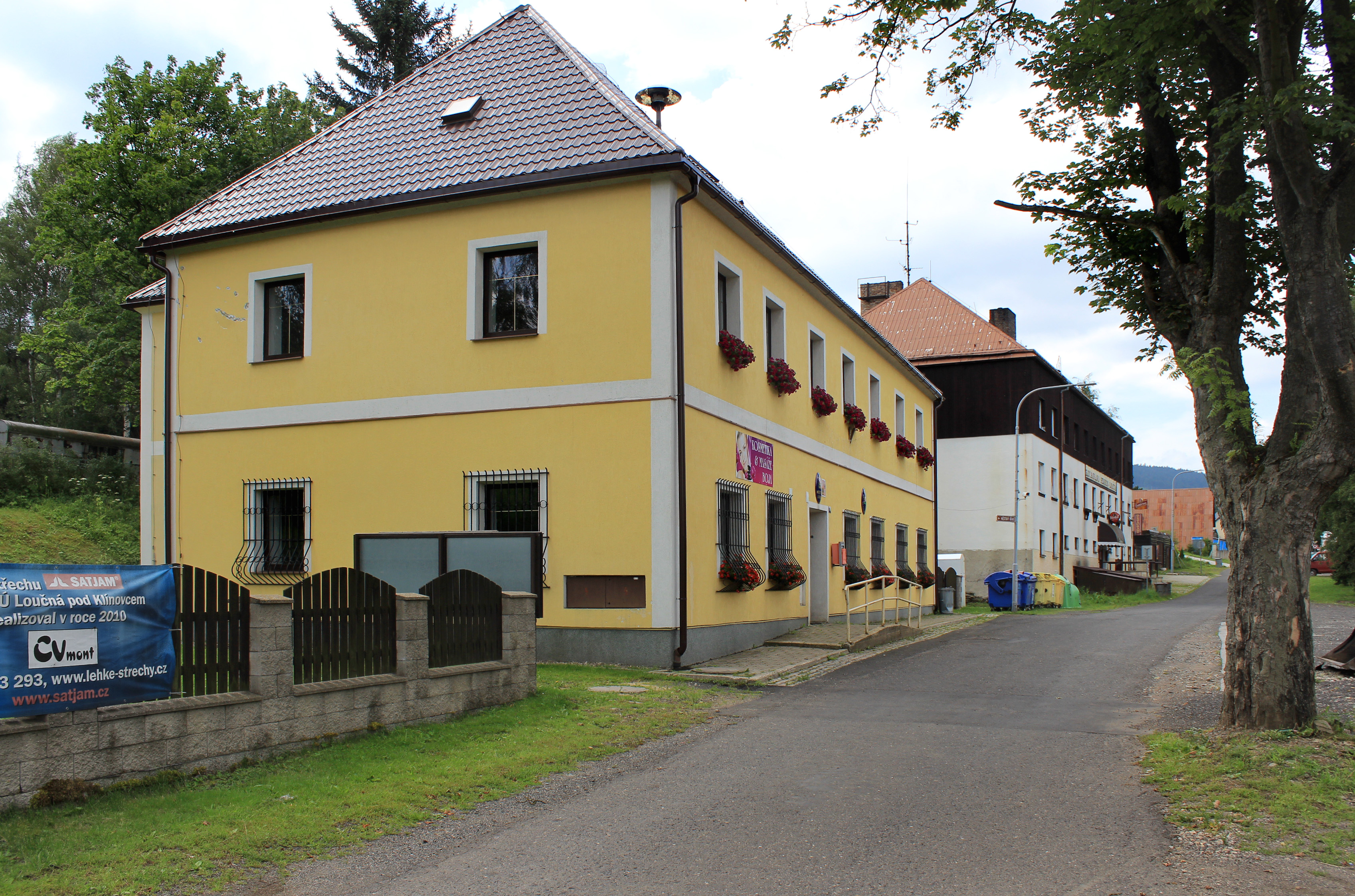
Sitz der Stadtverwaltung

Die erste Erwähnung von Wiesenthal stammt aus dem Jahre 1431, es ist aber anzunehmen, dass der Ort bereits im 14. Jahrhundert angelegt wurde. Zu dieser Zeit war das gesamte Wiesenthal im Besitz der Herren von Schönburg auf Pürstein und fiel bei der 1431 zwischen den Brüdern Alesch und Wilhelm erfolgten Teilung an Alesch von Schönburg. In den Hussitenunruhen verödete der Ort und wurde 1449 als wüst bezeichnet.
Zu Beginn des 16. Jahrhunderts kam es nach Silberfunden im Pöhlbachtal zwischen Keilberg und Fichtelberg zu Ortsgründungen und Wiederbesiedlungen. 1525 wurde entlang des Pöhlbaches die Grenze zwischen der Herrschaft Schönburg und dem Königreich Böhmen festgesetzt. Das Wiesenthal nordwestlich des Baches blieb (bis 1559) schönburgisch und ist das heutige Unterwiesenthal in Deutschland. Das gegenüberliegende Ufer des Baches kam zur königlichen Herrschaft Preßnitz in Böhmen, deren Inhaber Kaspar Schlick wurde. Im Zuge der Reformation waren Böhmisch Wiesenthal und Stolzenhain evangelisch geworden. Sie gehörten zur Parochie Unterwiesenthal.
Nachdem am 19. März 1527 von Herzog Georg von Sachsen, Wyssental (Bergstadt Neustadt im Wiesenthal, auch nur Neustadt, später Oberwiesenthal, Stadtrecht ab 1530) die Bergfreiheit verliehen wurde, verlieh der böhmische König und spätere Kaiser Ferdinand I. Böhmisch Wiesenthal das Stadtrecht. In dieser Zeit erfolgte ein reger Bergbau und es entstanden Hütten und Hämmer auf beiden Seiten des Wiesenthals. 1601 verlieh Kaiser Rudolf II. Böhmisch Wiesenthal die Privilegien einer Königlichen Bergstadt. 1623 wurden die Schlicken nach der Schlacht am Weißen Berge enteignet. Infolge der Gegenreformation wanderten bis zur Mitte des 17. Jahrhunderts die Protestanten (Exulanten) in die sächsischen Nachbarorte aus, und Böhmisch Wiesenthal verlor die meisten seiner Bewohner. 1650 erhielten Böhmisch Wiesenthal und Stolzenhain eine gemeinsame katholische Kirche.
Mit dem Niedergang des Bergbaus entstanden in der Stadt mehrere Handschuhfabriken, und das Posamentiererhandwerk wurde ansässig. 1890 wurde die elektrische Beleuchtung eingeführt, und im selben Jahr wurde in Böhmisch Wiesenthal erstmals in Österreich-Ungarn eine Dampfmaschine zum Antrieb von Nähmaschinen eingesetzt.
Nach dem Ersten Weltkrieg wurde Böhmisch Wiesenthal der neu geschaffenen Tschechoslowakei zugeschlagen. Aufgrund des Münchner Abkommens gehörte die Stadt von 1938 bis 1945 zum Landkreis Sankt Joachimsthal, Regierungsbezirk Eger, im Reichsgau Sudetenland des Deutschen Reichs.
1939  hatte Böhmisch Wiesenthal 1.230 Einwohner, und es bestanden 180 Häuser. Nach dem Zweiten Weltkrieg wurde die fast ausschließlich deutschböhmische Bevölkerung enteignet und vertrieben, und Český Wiesenthal, das nun abgelegen an der abgeschotteten Grenze zur späteren DDR lag, verödete völlig und verlor das Stadtrecht.
1947 erhielt Český Wiesenthal die neue Bezeichnung Loučná. 1948 wurde der Ort bei der Auflösung des Okres Jáchymov in den Okres Karlovy Vary-okolí eingegliedert. 1949 wurde Háj u Loučné eingemeindet. Bei der Gebietsreform von 1960 kam Loučná zum Okres Chomutov. In den 1970er-Jahren erfolgte die Eingemeindung von České Hamry (Böhmisch Hammer) mit Výsada (Lauxmühle), diese Ortschaften sind heute Teile von Vejprty. Zu diesem Zeitpunkt wurde auch die baufällig gewordene Kirche abgerissen. Zwischen 1986 und 1991 verlor die Gemeinde ihre Selbstständigkeit und gehörte zu Vejprty.
1992 wurde Loučná wieder eine selbstständige Gemeinde. Der eigentliche Ort besteht heute fast ausschließlich aus Wochenendhäusern.
Mit Oberwiesenthal ist der Ort seit 1995 durch einen Grenzübergang für Fußgänger und Radfahrer verbunden, wodurch sich auch hier ein gut besuchter Billigwaren-Markt gebildet hat. Seit dem 10. Oktober 2006 ist Loučná pod Klínovcem wieder eine Stadt.

### Demographie
| Jahr | Einwohner | Anmerkungen                                                       |
| ---- | --------- | ----------------------------------------------------------------- |
| 1763 | 0291      | in 60 Häusern                                                     |
| 1783 | 0 k. A.   | 64 Häuser                                                         |
| 1802 | 0489      | in 82 Häusern                                                     |
| 1830 | 0746      | in 91 Häusern                                                     |
| 1843 | 0790      | deutsche Einwohner in 95 Häusern                                  |
| 1845 | 0875      | in 95 Häusern                                                     |
| 1869 | 0806      |                                                                   |
| 1890 | 0938      | deutsche Einwohner in 105 Häusern                                 |
| 1900 | 1156      | deutsche Einwohner                                                |
| 1910 | 1237      |                                                                   |
| 1921 | 1126      | in 131 Häusern, davon 1107 deutsche und 15 tschechische Einwohner |
| 1930 | 1355      | , davon 19 Tschechen (als Beamte in die Stadt beordert)           |
| 1939 | 1231      | , sämtlich Katholiken, in 180 Häusern                             |

| Jahr      | 1950 1 | 1961 1 | 1970 1 | 1980 1 | 1991 1 | 2001 1 | 2011 1 |
| Einwohner | 1.079  | 599    | 209    | 73     | 23     | 68     | 78     |

## Persönlichkeiten
- Karl Venier (1812–1876), Pionier der böhmischen Porzellanindustrie und Erfinder eines Porzellanbrennofens mit Gasfeuerung
- Maximilian Kern (1877–ca. 1945), Journalist und Schriftsteller
- Gustav Zindel (1883–1959), Maler des Erzgebirges
- Leopold Reinelt (1903–1957), Politiker (NSDAP), geboren in Stolzenhain
- Hans Erich Slany (1926–2013), Industriedesigner